# Cờ Chiến thắng trên nóc Reichstag

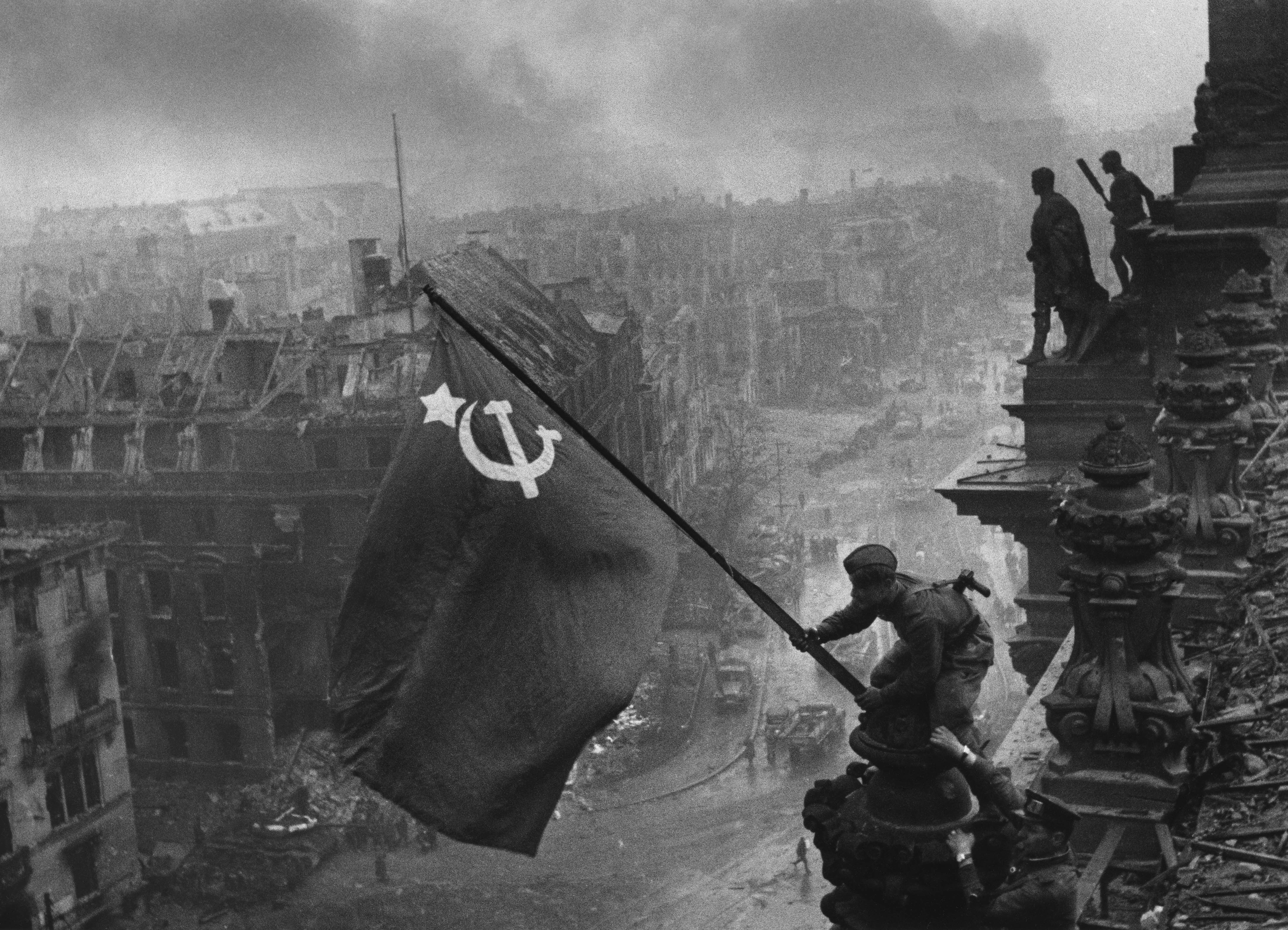
Cờ Chiến thắng trên nóc Reichstag (1945) bởi Yevgeny Khaldei.

Cờ Chiến thắng trên nóc Reichstag (tên gốc: Знамя Победы над рейхстагом – cũng có một số nguồn viết là Красное знамя над рейхстагом) là một bức ảnh nổi tiếng nằm trong một loạt 36 bức ảnh được chụp bởi phóng viên ảnh quân đội Liên Xô Yevgeny Khaldei trên nóc Tòa nhà Quốc hội Reichstag ở Berlin vào ngày 02 tháng 5 năm 1945.
Bức ảnh đã trở thành một biểu tượng trong lịch sử nhiếp ảnh về Chiến thắng của Liên Xô. Nó tượng trưng cho "sự kết thúc của Chiến tranh thế giới thứ hai" và "sự kết thúc của Chủ nghĩa phát xít Đức".
Bức ảnh cũng được biên dịch với nhiều cái tên khác nhau như: Giương cờ trên Reichstag (Raising a Flag over the Reichstag), Cờ Chiến thắng trên nóc Reichstag và Cờ đỏ trên nóc Reichstag.
Ngoài ra, bức ảnh chụp đã bị chỉnh sửa một phần, và do về phía truyền thông Liên Xô giữ bí mật nên danh tính của người đàn ông trong ảnh chụp thường bị đem ra tranh luận, cũng như danh tính thực của chính người tạo ra bức ảnh đó.

## Bối cảnh

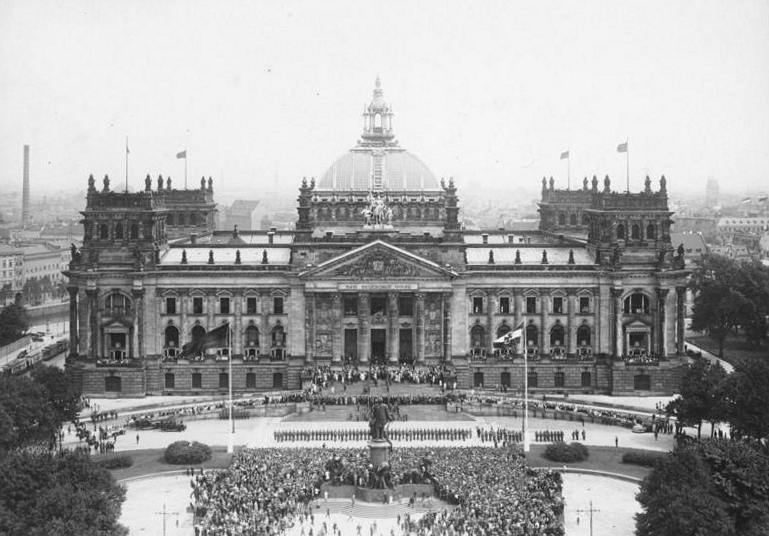
Quang cảnh mặt tiền phía tây của Tòa nhà Reichstag, năm 1926. Phía trên lối vào trung tâm có thể nhìn thấy những bức điêu khắc, trên đó diễn ra nhóm binh lính Hồng quân tấn công lúc 22:40 ngày 30 tháng 4 năm 1945

Được xây dựng vào năm 1894, tòa nhà Reichstag là trụ sở lịch sử của cơ quan lập pháp quốc gia Đức, là một trong những tòa nhà dễ nhận biết nhất ở Đức, với kiến trúc được coi là tráng lệ vào thời đó. Tòa nhà đã đóng góp nhiều vào lịch sử nước Đức và được Hồng quân coi là "biểu tượng của kẻ thù" phát xít của họ. Tuy nhiên, đối với Đức Quốc xã, Reichstag là biểu tượng cho những điểm yếu của nền dân chủ và chính phủ đại diện. Nó bị hư hại nghiêm trọng trong Vụ hỏa hoạn Reichstag vào năm 1933, và đến năm 1945 nó đã bị đóng cửa trong 12 năm, về cơ bản đây là toàn bộ thời kỳ trị vì của Đức Quốc xã; thay vào đó, tất cả các cuộc họp tiếp theo của cơ quan lập pháp Reichstag, vốn ngày càng không thường xuyên trong những năm sau vụ hỏa hoạn do việc ra quyết định của Đức Quốc xã được tập trung vào Adolf Hitler, đã được triệu tập tại Nhà hát Opera Kroll gần đó.
Hình ảnh người lính Xô Viết giương cao ngọn cờ đỏ vào ngày 2 tháng 5 năm 1945 đã thể hiện 'chiến thắng toàn diện' của nước Nga Xô Viết trước Đức Quốc xã trong Chiến tranh thế giới thứ hai. Cùng ngày hôm đó, Tướng Helmuth Weidling, người chỉ huy cuối cùng còn lại của lực lượng Đức Quốc xã bảo vệ thủ đô nước Đức, đã ra lệnh 'ngừng kháng cự ngay lập tức', sau đó, giao trả thành phố cho phía Hồng quân.
Tuy nhiên, bức ảnh mang tính biểu tượng này được chụp bởi nhiếp ảnh gia chiến tranh nổi tiếng của Liên Xô là Yevgeny Khaldei và được xuất bản vào ngày 13 tháng 5 năm 1945 trên tạp chí Ogonyk, lại là một màn tái hiện có dàn dựng.

### Ý tưởng của Stalin
Những ý tưởng đầu tiên của việc tạo ra Cờ Chiến thắng đã được khởi xướng vào ngày 6 tháng 11 năm 1944, do Tổng tư lệnh Tối cao, nguyên soái Stalin trong phiên họp trọng thể của Xô Viết Tối cao kỷ niệm lần thứ 27 thành công của Cách mạng Tháng Mười.
Nhưng ngày này cũng phải được xử lý một cách thận trọng. Bộ chỉ huy và binh lính Liên Xô bị ám ảnh bởi việc chiếm lấy Reichstag vào ngày 1 tháng 5 để có thể đánh dấu chiến thắng vào đúng Ngày Quốc tế Lao động, trong khi các cuộc giao tranh ác liệt tiếp tục diễn ra ở Berlin và vùng ngoại ô của nó trong một số ngày sau đó. Dù vậy, không thể phủ nhận rằng đến đầu tháng 5, Hồng quân Liên Xô đã đánh chiếm được "hang ổ của quái thú phát xít".
Việc Liên Xô đánh chiếm Berlin đã phải trả giá đắt với 78.291 binh sĩ Hồng quân thiệt mạng và 274.184 người bị thương. Kết quả không bao giờ nghi ngờ khi 90.000 quân phòng thủ Đức đối mặt với hơn một triệu binh sĩ Hồng quân. Lực lượng Đức Quốc xã bảo vệ Berlin bao gồm các sư đoàn Wehrmacht và Waffen-SS đã cạn kiệt và vũ trang kém, Volkssturm được huấn luyện kém và không đủ điều kiện (lực lượng dân quân của nhân dân Đức được thành lập từ năm 1944-45 (phần lớn là trẻ em trai và các cụ già) và các thành viên của Đoàn Thanh niên Hitler. Tuy nhiên, đã có một cuộc chiến đường phố gay gắt. Nỗi sợ hãi về sự trả đũa của Liên Xô được thúc đẩy bởi tuyên truyền của Đức Quốc xã, đặc biệt là trong số các lực lượng SS nước ngoài, đã truyền cảm hứng cho một vị trí cuối cùng hung dữ. Họ tính toán rằng sẽ tốt hơn nếu đối phó với Đồng minh phương Tây với tư cách là quân chiếm đóng hơn là nước Nga Xô Viết.
Tỷ lệ thương vong cao cũng là kết quả của sự vội vàng do Liên Xô. Stalin đã trì hoãn cuộc tấn công vào Berlin vì ông muốn các lực lượng Liên Xô chuẩn bị tốt để đối mặt với sự kháng cự ác liệt của Đức Quốc xã.
Vào ngày 1 tháng 4 năm 1945, Stalin đã triệu tập các chỉ huy hàng đầu của mình đến Điện Kremlin và nói rõ rằng Hồng quân phải đến Berlin trước người Mỹ và người Anh. Mặc dù ban đầu ông đã hứa đánh chiếm Berlin với Nguyên soái Zhukov, nhưng giờ đây Stalin đã chia quyền chỉ huy cuộc tấn công giữa Zhukov, Konev và Rokossovsky, và nói với họ rằng: 'Ai đột nhập trước sẽ chiếm Berlin'. Dầu vậy cả 9 sư đoàn chỉ có hai tuần, Stalin đã châm ngòi cho một cuộc chạy đua giữa các chỉ huy cấp cao của mình để đánh chiếm thủ đô nước Đức. Chỉ huy của đơn vị nào cắm được cờ trên nóc tòa nhà Reichstag mới được công nhận là "Lá cờ Chiến thắng" và sẽ được phong danh hiệu Anh hùng Liên Xô.

### Lá cờ đầu tiên
Vào ngày 30 tháng 4, quân đội Liên Xô bắt đầu cuộc tấn công dữ dội vào Reichstag. Tòa nhà được bảo vệ bởi khoảng 5.000 binh sĩ và sĩ quan Đức Quốc xã cùng một số khẩu đội pháo hạng nặng, tỏ ra rất khó bị chiếm giữ.

Theo nguồn tin của Liên Xô, việc treo lá cờ đầu tiên trên nóc tòa nhà Reichstag xảy ra vào lúc 22:40 đêm 30 tháng 4 sau nhiều nỗ lực của binh lính Liên Xô nhằm vượt qua một đồn trú kiên quyết của Đức. Người lính đầu tiên cắm Cờ Chiến thắng (số 5) trên tòa nhà Reichstag là Trung úy Rakhimzhan Koshkarbayev. Dẫn theo Nhật ký chiến đấu của Sư đoàn bộ binh 150 thuộc Liên Xô:
| “ | lúc 14 giờ 25 phút ngày 30 tháng 4 năm 1945, Trung úy Koshkarbayev (trung đội trưởng trinh sát của Trung đoàn bộ binh 674) và Binh nhì Grigory Bulatov bò bằng bụng đến phần trung tâm của tòa nhà và cắm một lá cờ đỏ trên cầu thang của lối vào chính. | ” |

Sau khi màn đêm buông xuống, Koshkarbayev và một số đồng đội của mình đã giương cao lá cờ trên mái nhà. Tuy nhiên, vì họ đã kéo cờ trong đêm khi trời quá tối, nên không có bức ảnh chụp nào về việc cắm cờ đầu tiên. Sau khi lá cờ được kéo lên vào đêm đó, nó đã bị bắn hạ bởi các tay súng bắn tỉa của quân Đức ngay trước khi Wehrmacht giành lại quyền kiểm soát tòa nhà.

### Lần cắm cờ thứ hai

"Cờ Chiến thắng số 5" hay "Cờ số 5". Trên lá cờ với dòng chữ:" Sư đoàn súng trường 150 Idritsa - Huân chương Kutuzov hạng II, Quân đoàn súng trường 79, Tập đoàn quân xung kích 3, Phương diện quân Belorussian 1"

Ngay trước 10 giờ tối, Đại tá Fyodor Zinchenko ra lệnh cho sĩ quan tình báo của mình, Đại úy Kondrashev, chọn hai trinh sát viên sẽ mang cờ. Ít phút sau, toàn bộ trung đội trinh sát xuất hiện, từng người được phân công làm nhiệm vụ cụ thể. Chỉ huy của tiểu đoàn 1 đã tấn công Reichstag. Sau một số đề nghị từ Đại tá, Kondrashev đã chọn Mikhail Yegorov và Meliton Kantaria. Trận chiến trong tòa nhà vẫn tiếp tục cho đến tận đêm khuya. Cuối cùng một phần của tòa nhà đã bị quân đội Liên Xô đánh chiếm; cờ được treo ở nhiều nơi khác nhau của Reichstag, từ cờ trung đoàn và sư đoàn đến cờ tự tạo.
Theo lời kể của S. A. Neustroev viết trong bản nhật ký, sau nửa đêm (theo giờ địa phương) - sĩ quan Zinchenko chỉ huy của trung đoàn đã ra lệnh. Phó tư lệnh phụ trách chính trị Alexey Berest được lệnh dẫn đầu đoàn công tác trực tiếp cắm cờ. Yegorov và Kantaria tiến lên mái nhà và hỗ trợ cắm cờ Liên Xô lên một vị trí trên cao hơn. Cả ba người, được bao quanh bởi một trung đội dưới sự chỉ huy của Ilyá Syánov Yakolevich, lên tới nóc của Reichstag. Mặc dù không phải lá cờ đầu tiên được cắm lên, nhưng cuối cùng lá cờ cũng đã được công bố là Cờ Chiến thắng. Lá cờ được gắn trên mặt tiền của lối vào chính của Reichstag ở phần phía đông của tòa nhà trên bức tượng cưỡi ngựa của Wilhelm I vào khoảng 3 giờ sáng ngày 1 tháng 5 năm 1945. 

Sau khi "Cờ Số 5" được kéo lên, một thông điệp đã được gửi đến các chỉ huy cao nhất, cùng các lá cờ Liên Xô khác, nhiều người trong số họ là những người lính đã ngẫu hứng cắm lên trên mái nhà và xung quanh mặt tiền. Cờ Chiến thắng được di dời lên đỉnh mái vòm, điểm cao nhất của tòa nhà. Vài giờ sau, cờ Chiến thắng đã được gỡ xuống để chuẩn bị vận chuyển tới Moskva, các lá cờ Liên Xô khác cũng được gỡ xuống trước khi Nguyên soái Zhukov đến vào ngày 2 tháng 5. Cờ Chiến thắng được đặt ở trong chỉ huy sở của Tập đoàn quân.

## Chụp ảnh

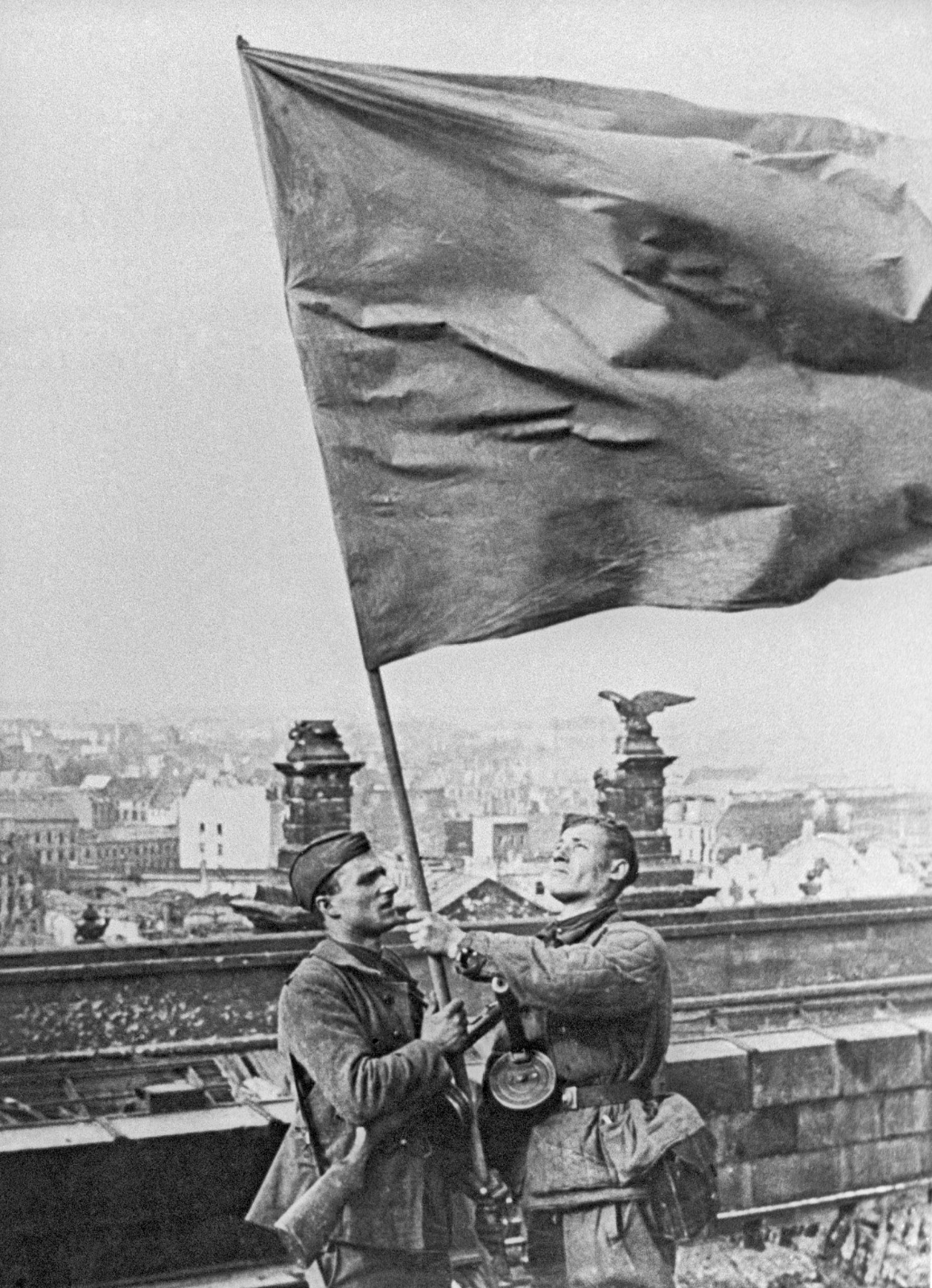
Một bức ảnh được dàn dựng chụp lại cảnh Meliton Kantaria và Mikhail Yegorov giương cờ trên nóc tòa nhà Reichstag. Lá cờ họ cầm không phải là Cờ Chiến thắng: nó khác về kích thước khác nhau và không có các dòng chữ trên đó.

Không có hình ảnh hay mẩu tin nào về việc đã treo cờ Chiến thắng. Nhiếp ảnh gia Liên Xô Yevgeny Khaldei quyết định đến trung tâm "quê hương của Đức Quốc xã", theo sự chỉ định của TASS Photo Chronicle. Trước đó thì Khaldei đã ăn tối trong căng tin của cơ quan, nơi có khăn trải bàn màu đỏ trên bàn ăn. Ba trong số đó được ông "mượn" từ phòng ăn, và thuyết phục người chú là một thợ may, để may ba chiếc khăn trải bàn màu đỏ; với hy vọng có được một bức ảnh giống Joe Rosenthal sau khi ông nhìn thấy bức ảnh lá cờ được giương lên tại Iwo Jima.
Khi đến Reichstag, nhiều là cờ chiến thắng đã được dựng lên – Khaldei đã cân nhắc một số bối cảnh cho bức ảnh bao gồm Cổng Brandenburg và Sân bay Tempelhof, nhưng Khaldei quyết định chọn Reichstag vì khoảnh khắc lịch sử lá cờ đầu tiên được giương lên thì ông không có mặt. Và để có được bức ảnh chụp, Khaldei phải đợi đến sáng ngày 2 tháng 5 năm 1945 sau khi cuộc giao tranh trên đường phố đã kết thúc và Berlin bị quân đội Liên Xô chiếm đóng hoàn toàn.
Tuy nhiên, chính bức ảnh này đã khắc họa lại thời khắc lịch sử. "Đây là điều tôi đã chờ đợi trong 1.400 ngày" – Khaldei nói với Naum Aranovich, là một thành viên của Liên hiệp các nhà báo Moskva, khi ông nhìn vào đống đổ nát của Berlin.
Theo lời kể của Khaldei thì ông đã nhận sự giúp đỡ của những binh lính mà ông tình cờ gặp tại hiện trường (những người không tham gia vào cuộc bao vây thực sự của Reichstag cũng như không treo bất kỳ lá cờ nào trong thời gian đó) để tiến hành tạo dáng chụp ảnh. Chỉ có 4 người trong số họ xuất hiện trong bức ảnh: bao gồm kể cả Khaldei đứng từ trên mái nhà, binh nhì Aleksey Kovalev (người đang gắn lá cờ). Ông được hỗ trợ bởi quản đốc của đại đội trinh sát của Đội vệ binh cờ đỏ Bogdan Khmelnitsky thuộc Sư đoàn súng trường Zaporozhye là Abdulkhakim Ismailov và Leonid Gorychev (một cư dân từ Minsk). Ngay sau tìm được điểm chụp thuận tiện, Khaldei đã quay hai cuộn băng với họ. Ông để lộ 36 khung hình, bức ảnh chụp bằng máy ảnh Leica III rangefinder với ống kính Elmar f/3.5 50mm

## Chỉnh sửa

Khung cảnh này nhìn xuống Hermann-Goring-Strasse (Ebertstrasse ngày nay) về phía Cổng Brandenburg. Một chiếc xe tăng IS-2 của Joseph Stalin ở góc đường Hermann-Goring-Strasse và Dorotheenstrasse. Tòa nhà bên chiếc xe tăng sống sót sau chiến tranh và là một tòa nhà văn phòng ngày nay (Friedrich Ebert Strasse 25), bên ngoài của nó có vết rỗ do hư hại chiến tranh được bao phủ bởi bê tông.

Khaldei nhanh chóng trở lại Moskva. Bức ảnh đã được chỉnh sửa lại trước khi đăng trên các tờ báo của Liên Xô. Trong quá trình in ấn, ông đã kịch tính hóa hình ảnh bằng cách tăng cường khói và làm tối bầu trời, thậm chí xóa bỏ một phần âm bản, để tạo ra một cảnh lãng mạn có một phần hiện thực, một phần kỹ xảo vào tất cả lòng yêu nước. Quá trình này là theo yêu cầu của tổng biên tập tờ Ogonyok của Liên Xô.
Lá cờ cũng đã được thay đổi sang màu đỏ rực hơn, vì chiếc lá cờ trong ảnh chụp do Khaldei mang theo không phải là Cờ Chiến thắng. Lá cờ được chỉnh lại để bay phất phới trong gió.
Chiếc đồng hồ thứ hai bên tay phải của Ismailov cũng được sửa lại bởi Khaldei, vì bản thân Ismailov đang đeo hai chiếc đồng hồ trên cổ tay và tòa soạn cho rằng điều này có thể là cơ sở để buộc tội cướp bóc, Họ không muốn áp đặt hình ảnh đó lên đất nước của mình. Chiếc đồng hồ phụ có gắn kim đã bị gỡ bỏ trong ảnh trước khi nó được xuất bản.
Một số nguồn tin của Liên Xô cho rằng những chiếc đồng hồ đeo tay phụ thực sự là La bàn Adrianov và Quân đội Liên Xô đã chạm vào bức ảnh vì họ biết rằng đây sẽ bị nhầm lẫn là một chiếc đồng hồ được mua lại bởi xác chết chứ không phải là một thiết bị tiêu chuẩn.

## Tính pháp lý
Hình ảnh Cờ Chiến thắng trên nóc Reichstag từng được miễn phí bản quyền trong phạm vi công cộng nhưng vào năm 2006, Nhà nước Nga đã thay đổi sang luật bản quyền cho bức ảnh.
Bức ảnh ban đầu chưa được chỉnh sửa chỉ xuất hiện vào năm 2013 và hiện trưng bày trong Bảo tàng Do Thái và Trung tâm khoan dung ở Moskva.

## Biểu tượng tuyên truyền

Lá cờ được mô tả trong bức ảnh đã chỉnh sửa.
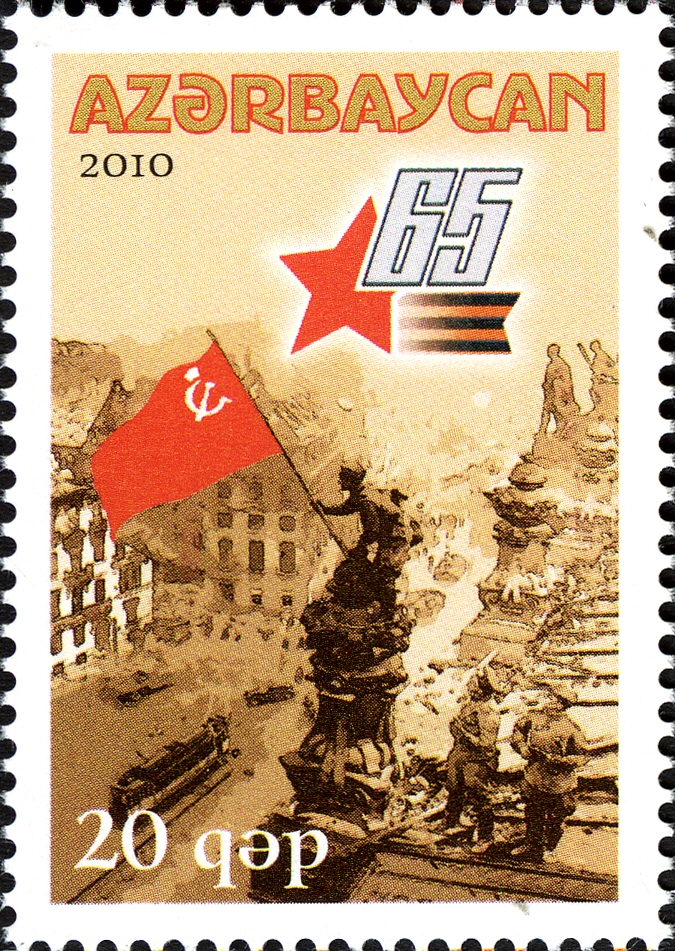
Một con tem của Azerbaijan kỷ niệm 65 năm chiến thắng trong Chiến tranh Vệ quốc Vĩ đại.
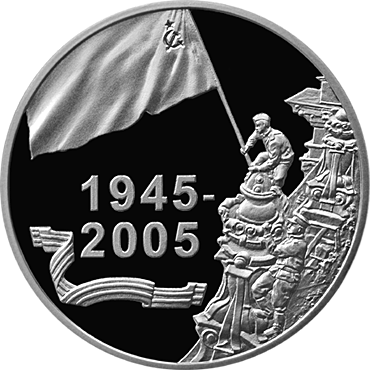
Đồng xu Bạc kỷ niệm của Belarus mô tả hình ảnh mang tính biểu tượng.
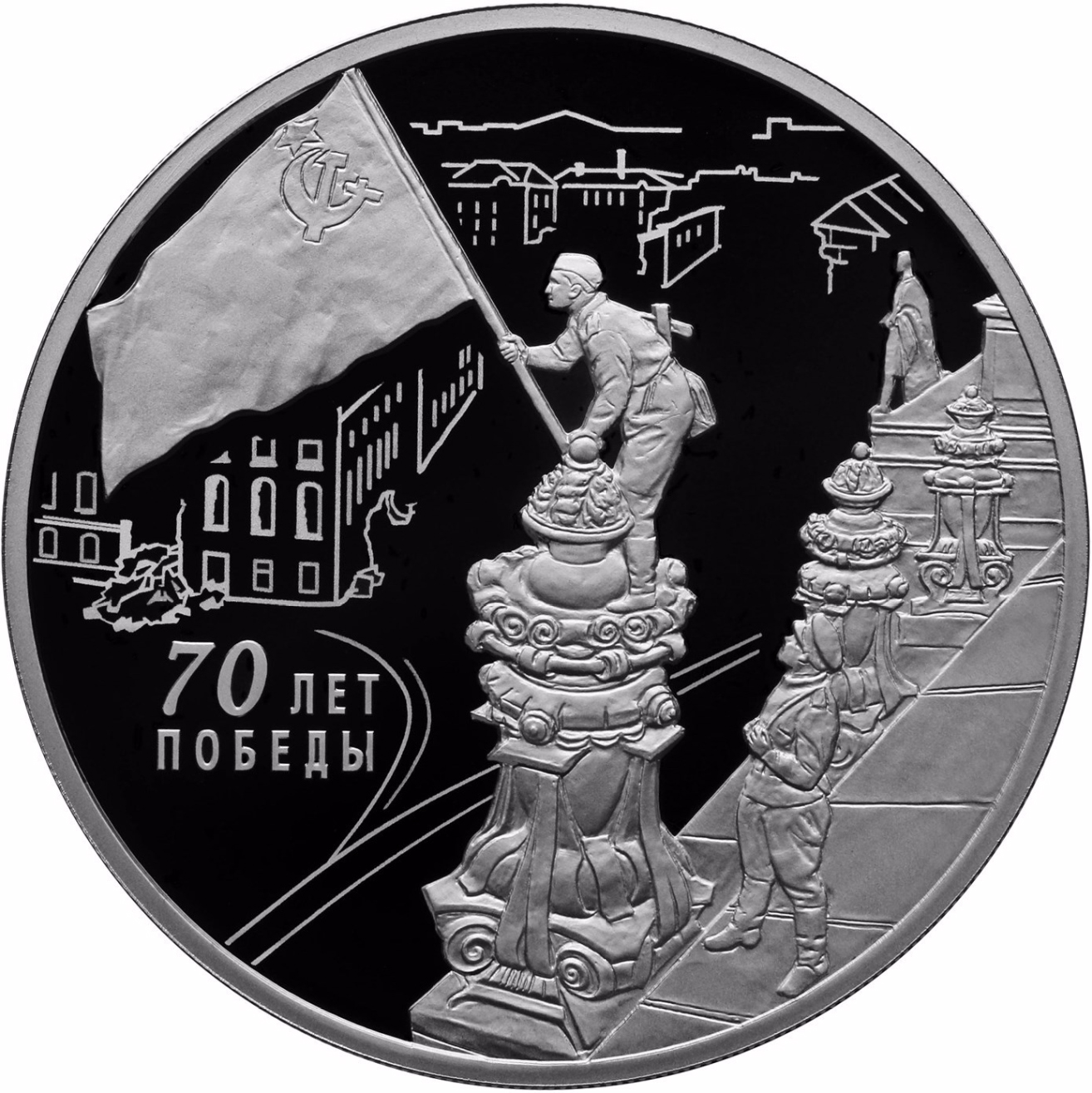
Đồng xu kỷ niệm do Ngân hàng Nga phát hành nhân kỷ niệm 70 năm Ngày Chiến thắng